# En liten prinsessa (bok)
En liten prinsessa: Saga är en barnbok av Amanda Kerfstedt, första gången utgiven 1898 på förlaget Hökerberg. Berättelsen illustrerades med planscher gjorda av Jenny Nyström och utgavs i folioformat.